# Gilbertiodendron brachystegioides
Espèce
Synonymes
- Macrolobium brachystegioides Harms[1]

Gilbertiodendron brachystegioides est une espèce de plantes à fleurs de la famille des Fabaceae et du genre Gilbertiodendron. C'est un arbre présent en Afrique tropicale.